# Svenska Baseboll- Softboll- och Lacrosseförbundet
Svenska Baseboll- och Softboll- och Lacrosseförbundet är ett specialidrottsförbund för baseboll, softboll och lacrosse i Sverige. Det bildades 25 mars 1956 och invaldes i Riksidrottsförbundet 1973. Förbundets kansli ligger i Idrottens hus i Stockholm. Thomas Claesson är generalsekreterare och Johnny Stormats är ordförande för Förbundsstyrelsen.
Dess högsta organiserade serier är Elitserien i baseboll för herrar och Division 1 i softboll för damer. Förbundet administrerar även damlandslaget i softboll samt herrlandslagen i softboll och baseboll.
Under år 2020 pågår en process om att bilda ett nytt förbund för flera sporter genom sammangående med Sveriges Amerikanska Fotbollsförbund, SAFF och Svenska Landhockeyförbundet.
I maj 2021 beslutades att lacrosse skulle tas upp i förbundet och det bytte i samband med detta namn från att tidigare ha varit Svenska Baseboll- och Softbollförbundet.